# イケム・イクワヌ
イケメフナ・パトリック・イクワヌ（Ikemefuna Patrick Ekwonu, 2000年10月31日 - ）は、アメリカ合衆国ノースカロライナ州マシューズ出身のプロアメリカンフットボール選手。NFLのカロライナ・パンサーズに所属している。ポジションはオフェンシブタックル。

## 大学時代
フレッシュマンシーズンから左タックルとして先発出場し、FWAAフレッシュマン・オール・アメリカ・チームに指名された。2年生シーズンは左ガードとして先発出場したが、シーズン中に左タックルに戻り、シーズン後にAP通信によってガードとタックルの両方でオール・アトランティック・コースト・カンファレンスの第2チームに指名された。
また、ACCで最高のラインマンとしてジェイコブス・ブロッキング・トロフィーを受賞した。

## プロキャリア
| 身長                                | 体重            | 腕 の 長 さ   | 手 の 大 き さ    | 40Yrd ダ ッ シ ュ | 10Yrd ス プ リ ッ ト | 20Yrd ス プ リ ッ ト | 20Yrd シ ャ ト ル | 3 コ 丨 ン ド リ ル | 垂 直 跳 び     | 立 ち 幅 跳 び     | ベ ン チ プ レ ス |
| ----------------------------------- | --------------- | ------------- | ----------------- | ----------------- | -------------------- | -------------------- | ----------------- | ------------------- | --------------- | ------------------ | ----------------- |
| 6 ft 4 in (193 cm)                  | 310 lb (141 kg) | 34 in (86 cm) | 10+1⁄4 in (26 cm) | 4.93 s            | 1.72 s               | 2.88 s               | 4.73 s            | 7.82 s              | 29.0 in (74 cm) | 9 ft 0 in (2.74 m) | 26 回             |
| All values from NFL Combine/Pro Day |                 |               |                   |                   |                      |                      |                   |                     |                 |                    |                   |

2021年シーズン終了後、2022年のNFLドラフトにアーリーエントリーすることを発表し、カロライナ・パンサーズに全体6位で指名された。2022年5月11日、エクウォヌはパンサーズと2,760万ドル相当の4年契約を結んだ。
2025年4月26日、チームから5年目の契約オプションを行使された。